# Гідо ван дер Гарде
Гідо ван дер Гарде (нід. Giedo van der Garde; 25 квітня 1985, в Ренені, Нідерланди) — нідерландський автогонщик.

## Кар'єра

### Картинг
Гідо зробив успішну картингову кар'єру вигравши нідерландський чемпіонат у 1998. У серії Супер А він був найкращим новачком у 2001 та чемпіоном світу у 2002 рр.

### Формула Рено
Наступного року він приєднується до Чемпіонату Формула Рено 2000 і фінішує його на 6 місці, виступаючи за нідерландську команду Ван Амерсфурт Рейсінг. Завдяки результатам своїх виступів він стає учасником програми команди Формули-1 Рено по розвитку водіїв.

### Формула-3
Він приєднується до євросерій Формули-3 у 2004 з командою Сігнейче Плюс проте після фінішу на 9 місці представники програми Рено розривають контракт з ним. Перехід до Розберг Тім у 2005 дає ще одне 9 місце у серії. На 2006 він приєднується до команди Арт Гран-прі, котра домінувала у сезоні 2005 з Льюїсом Гамільтоном та Адріаном Сутілем. Команда здобуває два перших місця ще раз, уже у чемпіонаті 2006 р., але їх займають напарники ван дер Гарде Пол ді Реста та Себастьян Феттель котрий захоплює лідерство. Нідерландець завершує рік 6 з єдиною перемогою. Протягом року він легко опиняється у четвірці найшвидших гонщиків але погана удача та механічні проблеми, як наприклад, навіть відустність можливості стартувати з поулу на перегонах Кільця Бугатті через поломку на прогрівочному колі завадили йому заробити очки та змусили вживати фразу «Що якби…»

### Світова серія Рено
17 грудня 2006 року ван дер Гарде оголошує, що він виступатиме у Формулі Рено 3.5 за команду Вікторі Інжинірінг, яка співпрацювала з Карлін Мотоспорт через, що його напарником знову стає виступаючий за останню Себасьян Феттель, колишній колега по Арт Гран-прі.
Гідо займає подіумні місця протягом сезону але навіть будучи дуже стабільним у своїх виступах, завжди приходячи 5-6, він не досягає подіуму. Гонщик завершує сезон 6 у загальному заліку та 3 у заліку новачків. Він отримує декілька пропозицій пройти тести у серії GP2 від команд DAMS та Arden International. Уже перші його тести справляють позитивне враження. Зрештою він підписує контракт з P1 Motorsport на сезон 2008 р. У перших перегонах 2008 р. Формули Рено 3.5 в Монці Гідо вдається кваліфікуватися на поул-позиції але в зв'язку з правилами змагань у спринтерських перегонах він стартує з 8 позиції через застосування реверсної системи стартової решітки. Він пробивається через весь пелетон фактично «вириваючи» перемогу у гонці і легко перетворює свою поул-позицію у перше місце, що демонструє його хорошу форму на початку сезону.
На другому етапі у Спа він ледь не здобуває поул відставши на 0.033 секунди перед цим очоливши всі підсумкові таблиці практичних сесій. У спринтерських перегонах Жюльєн Жус врізається у нього змушуючи Гідо зійти з траси. Кваліфікувавшись другим він втрачає позицію на старті але негайно обганяє Михайла Альошина ще на цьому ж колі, щоб відвоювати втрачене, а пізніше випереджає Марка Бонаномі у змаганні за лідерство котре утримує до картатого прапора. Після такого сильного старту сезону ван дер Гарде більше жодного разу не очолював чемпіонат і виграв його завдяки перемогам у ще двох етапах.

### GP-2

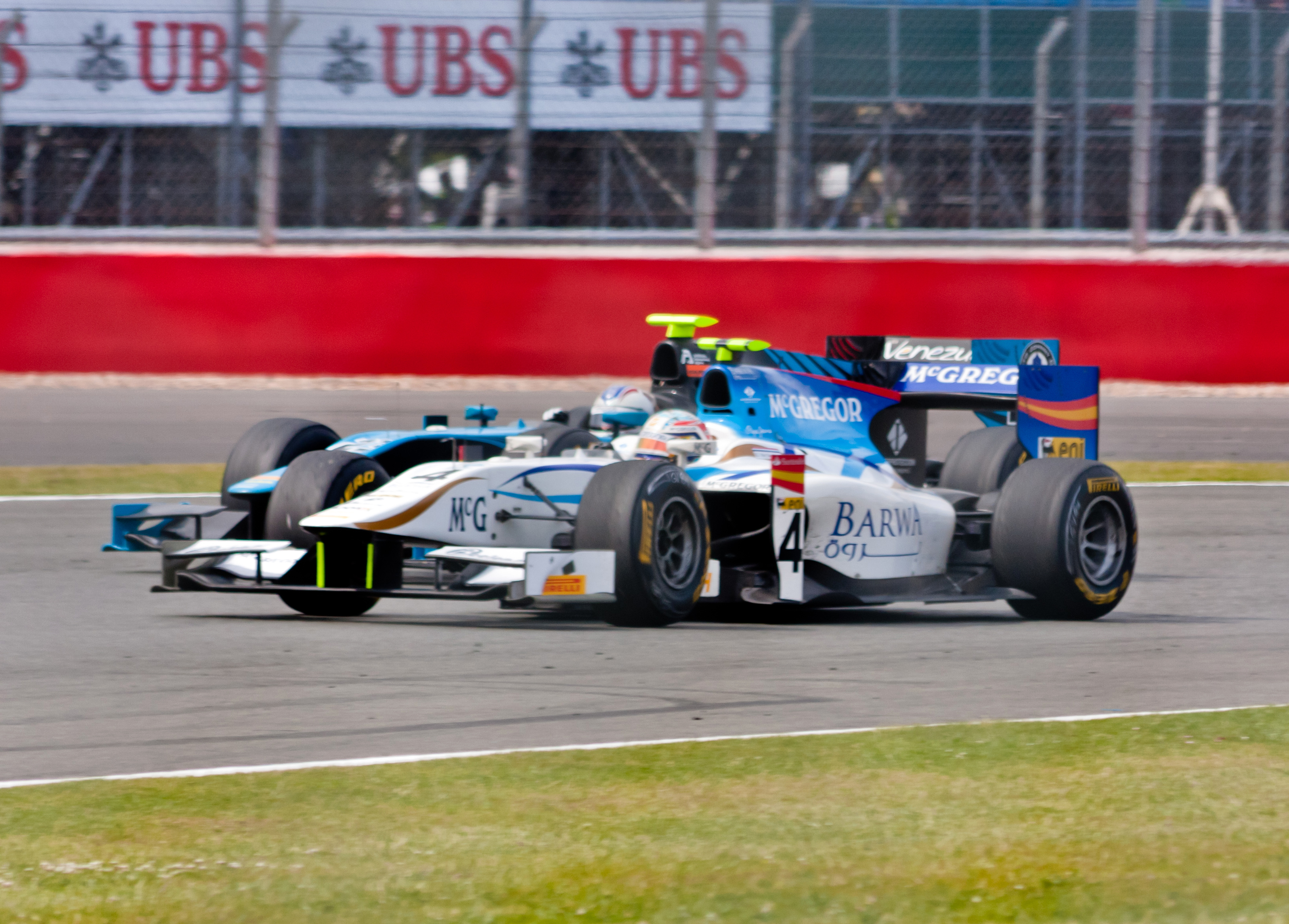
Гідо ван дер Гарде під час змагань на Сільверстоуні в серії GP2

Гідо ван дер Гарде підписує контракт з командою iSport International на участь у серіях GP2 Asia 2008–2009 та GP2 2009. На Хуангарорингу він здобуває першу перемогу у спринтерській гонці. Ще дві перемоги у свій актив він додає перед закінченням сезону на своєму шляху до сьомого місця у підсумковому заліку. Він не бере участі у сезоні 2009–2010 рр. GP2 Asia але стає учасником другого раунду змагань за команду Addax Team. За неї ж він виступає у сезоні 2010 серії GP2 знову зайнявши 7 місце в заліку пілотів, в той час як його напарник Серхіо Перес здобуває друге місце. Ван дер Гарде залишається у Barwa Addax для виступу у сезоні 2011 серії GP2 Asia спільно з Шарлем Піком замінившим перейшовшого у Формула-1 Переса. Він фінішує третім у загальному заліку, позаду Ромена Грожана та Жуля Б'янкі і переходить в головну серію GP після двох етапів, хоча й не виграє перегонів. Однак, він добивається подвійного успіху здобувши поул-позицію та показавши найшвидший час кола на змаганнях в Каталонії. Ще один поул він здобуває під час етапу у Монако але втрачає його через покарання за інцидент під час кваліфікації. Не заробивши балів за гоночний вікенд він поступається у боротьбі за чемпіонство Грожану, який убезпечує свій титул за один раунд до завершення турніру. Він утримується на другому місці чемпіонату аж до останнього етапу сезону в Монці де через невдалий виступ відкочується на відкочується на 5 місце пропустивши Філіппі Луку, Б'янкі та Піка.
Щоб отримати контракт резервного пілота Caterham ван дер Гарде приєднується на 2012 р. до підрозділу цієї ж команди виступаючої у GP2 ставши напарником Родольфо Гонсалеса. Він повертається до когорти переможців вигравши перегони в Каталонії та Сингапурі але цього знову виявляється недостатньо для чемпіонства, лише для шостого місця.

### Формула-1
Спроби пробитися до Формули-1 ван дер Гарде починає робити з 2006 р. коли стає учасником програми розвитку молодих пілотів курованою командою Макларен.
15 грудня 2006 р. було підтверджено прийняття Гідо у ролі тестового та резервного пілота команди Super Aguri на сезон 2007 р.
1 лютого 2007 р. ван дер Гарде несподівано оголошується членом команди Spyker, знову ставши тестовим та резервним пілотом. Водночас, наступного дня Super Aguri підтверджує дійсність свого контракту зазначивши, що «Команда формули-1 Super Aguri має чинний контракт з Гідо ван дер Гарде для виступів за команду на позиції „п'ятничного“ та тестового пілота у сезоні Формули-1 2007 року». Контракт представляється на розгляд Комісії по підтвердженню контрактів ФІА 23 січня 2007 р. Однак, 20 червня 2007 р. ван дер Гарде проводить тести на Сільверстоуні за Spyker, що засвідчило закінчення дискусії щодо його контрактів. Spyker спочатку призначає ван дер Гарде п'ятничним пілотом на Гран-прі Австралії але йому не вдається вчасно отримати необхідну для цього суперліцензію ФІА. Також ван дер Гарде був кандидатом на місце у команді Marussia Virgin Racing але вакансію в підсумку зайняв бельгієць Жером д'Амброзіо.

### Кайтерем

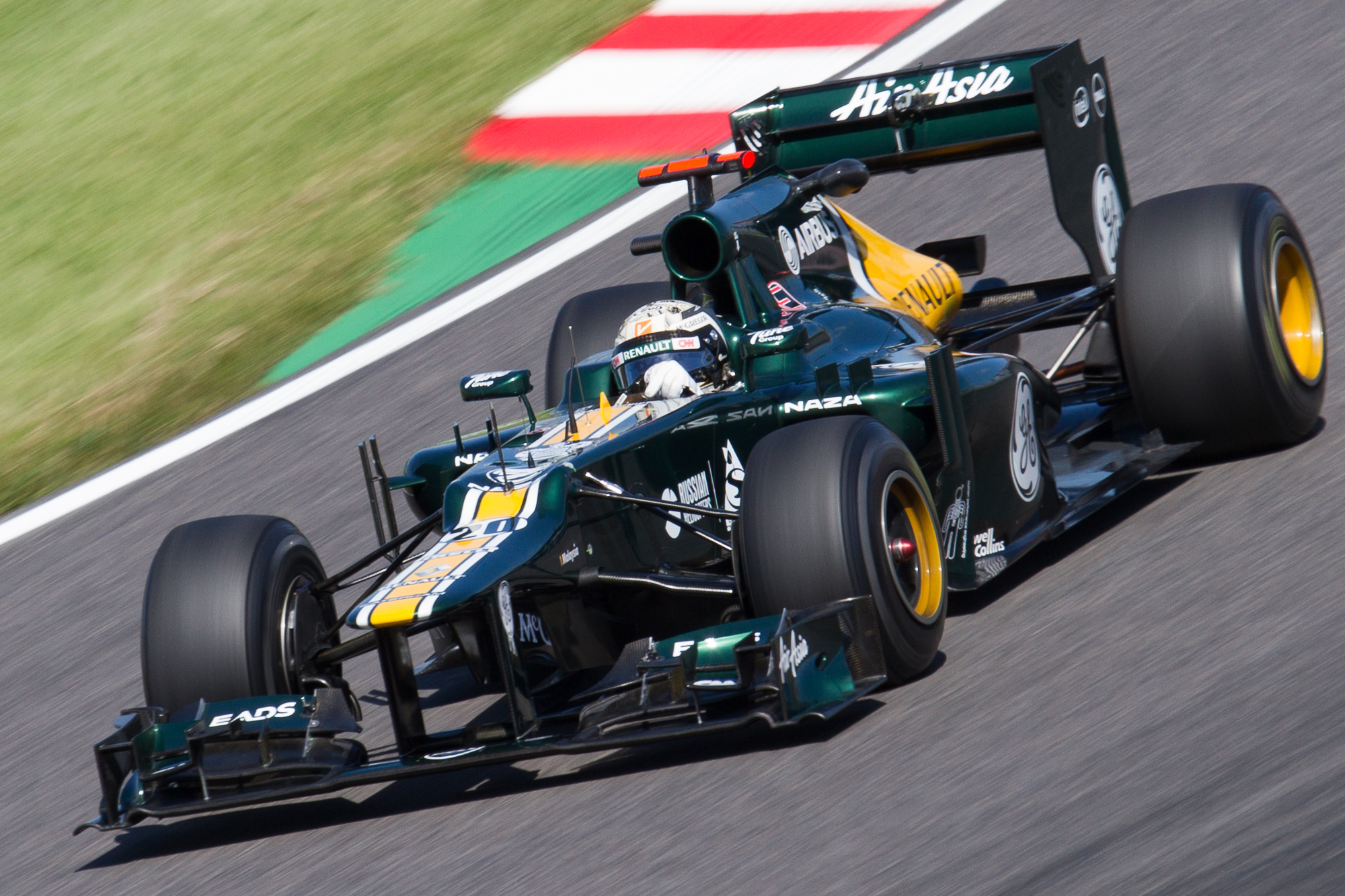
Гідо під час тестів за Кайтерем у Японії

4 лютого 2012 р. оголошується про приєднання ван дер Гарде до Кайтерем як резервного пілота на сезон 2012 р. 1 лютого 2013 р. менеджмент ван дер Гарде оголошує, що Гідо приєднується до Кайтерема як другий пілот, поруч з Шарлем Піком.

## Повна таблиця результатів
Жирним шрифтом позначені етапи, на яких гонщик стартував з поулу.
Курсивом позначені етапи, на яких гонщик мав найшвидше коло.
| Рік  | Команда  | Шасі                   | Двигун               | 1      | 2      | 3        | 4      | 5        | 6      | 7        | 8      | 9      | 10     | 11     | 12     | 13     | 14     | 15       | 16       | 17       | 18       | 19     | 20       | Місце в чемпіонаті | Очки в чемпіонаті |
| ---- | -------- | ---------------------- | -------------------- | ------ | ------ | -------- | ------ | -------- | ------ | -------- | ------ | ------ | ------ | ------ | ------ | ------ | ------ | -------- | -------- | -------- | -------- | ------ | -------- | ------------------ | ----------------- |
| 2012 | Кайтерем | Кайтерем Caterham CT01 | Renault RS27-2012 V8 | AUS    | MAL    | CHN Тест | BHR    | ESP      | MON    | CAN      | EUR    | GBR    | GER    | HUN    | BEL    | ITA    | SIN    | JPN Тест | KOR Тест | IND Тест | ABU Тест | USA    | BRA Тест | -                  | -                 |
| 2013 | Кайтерем | Кайтерем Caterham CT03 | Renault RS27-2013 V8 | AUS 18 | MAL 15 | CHN 18   | BHR 21 | ESP Схід | MON 15 | CAN Схід | GBR 18 | GER 18 | HUN 14 | BEL 16 | ITA 18 | SIN 16 | KOR 15 | JPN Схід | IND Схід | ABU 18   | USA 19   | BRA 18 |          | 22                 | 0                 |